# Thomas Wegscheider (Kraftsportler)
Thomas Wegscheider alias Bomber (* 11. Oktober 1974) ist ein österreichischer Kraftsportler.

## Leben
In den Kinder- und Jugendjahren begann er vorerst mit Schwimmen, Radfahren, Basketball, Schifahren und schließlich landete er im Kraftsport. Seine ersten Trainer waren Manfred Messlender (Europameister im Kraftdreikampf und Gewichtheben) und Beate Dräbing (mehrfache Weltmeisterin im Bodybuilding und Meisterin im Gewichtheben und Kraftdreikampf, Teilnehmerin bei Strongwomen Bewerben).
1996 schloss er sich mit Hubert Dörer (Welt- und Europameister KDK und Bankdrücken, Stärkster Mann Österreichs und World Strongest Man Teilnehmer) zusammen und trainiert mit ihm bis heute (2010) im CPC Weissenstein.

## Erfolge Kraftdreikampf und Bankdrücken
- Erster Wettkampf 1992 (KDK) – und auf Anhieb Österreichischer Meister in der Teenager Klasse + 125 kg
- 1992 Landesmeister (KDK)
- 1993 Landesmeister (KDK und BD) und Staatsmeister (KDK)
- 1994 Landesmeister (KDK und BD)
- 1994 3. Platz Staatsmeisterschaften Junioren + 125 kg
- 1995 Landesmeister (KDK)
- 1996 Pause
- 1997 Staatsmeister (KDK)
- 1997 Regionalmeister Kärnten, Salzburg, Steiermark (KDK)
- 1998 Regionalmeister Kärnten, Salzburg, Steiermark (KDK und BD)
- 1998 Staatsmeister (KDK und BD)
- 1998 Europameister (KDK) Junioren + 140 kg
- 1998 4. Platz Weltmeisterschaften (KDK)Open + 140 kg
- 1998 Junioren Rekordhalter (KDK)
- 1999 2. Platz Staatsmeisterschaft (KDK) Open + 140 kg
- 1999 2. Platz Staatsmeisterschaft (BD) Open + 140 kg
- 1999 4. Platz Weltmeisterschaften (KDK) Open + 140 kg
- 1999 Weltmeister (BD) Open + 140 kg
- 2005 Staatsmeister (KDK)

## Erfolge im Strongman
- Powerman Team 1998 - 3. Platz
- Stärkster Mann Deutschlands 1998 – 1. Platz
- Austrian – Sommer – Giants Starter 1999 – 6. Platz
- Austrian – Sommer – Giants Starter 2001 – 4. Platz
- Austrian – Winter – Giants Starter 1999 – 9. Platz
- Österreichische Offene Steinhebermeisterschaft – 3. Platz
- Austrian Team Giants Starter 1999 – 1. Platz
- Austrian Team Giants Starter 2000 – 1. Platz
- Austrian Team Giants Starter 2000 – 1. Platz
- Austria Power and Beauty Giants Starter 2001 – 4. Platz
- Internationaler Powerman Eisenstraße – 3. Platz